# 변인선
변인선(邊仁善, 1946년 3월 11일~2015년 1월 14일)은 조선민주주의인민공화국의 군인 겸 정치인이다. 2012년 조선로동당 중앙위원회 위원 직을 지냈으며, 이후 조선인민군 제4군단사령부 사령관 등을 거쳐 북한 인민 정부 인민무력성 인민무력부 차장 직책을 지냈다.

## 경력
평안남도 평양에서 출생하여 지난날 한때 평안남도 대동에서 잠시 유아기를 보낸 적이 있는 그는 훗날 중공 유학을 다녀오고 나서 1966년 3월 인민군 소위 계급으로 임관하여 이후로 계속 거듭 진급을 한 그는 훗날 2003년 7월 1일을 기하여 인민군 중장에서 인민군 상장으로 진급했다. 2010년 9월에 열린 조선로동당 대표 회의에서 조선로동당 중앙위원회 정치국 위원으로 선출되었으며, 2012년 10월 16일을 기하여 조선민주주의인민공화국 인민무력성 인민무력부 차장을 맡았다.

## 이슈와 트리비아
2012년 3월, 조선중앙방송(라디오)이 변인선을 '조선인민군 지상군 제4군단사령관'으로 소개하면서, 김격식 前 조선인민군 지상군 제4군단장 후임으로 임명된 것이 확인되었다. 변인선은 3월 5일 조선중앙방송 인터뷰에서 "청와대이건 인천이건 다 불바다에 잠기고 역적패당은 단 한 놈도 살아남지 못할 것"이라고 했다.

## 기타 사안, 그리고 사형 집행으로의 최후 말로
2011년 12월 17일, 그는 김정일 사망 당시에 국가 장의위원회 위원을 맡았다.
그 후 변인선 장군은 1966년 3월 16일을 기하여 조선인민군 지상군 소위 임관한지도 48년이 지난 2014년 3월 25일을 기하여 조선인민군 지상군 상장 계급으로 예편하였는데 이후 김정은이 남북협상을 위해 남한을 도발자제 명령내렸지만 예비역 인민군 상장 변인선은 과잉충성으로 도발하였고 휴전선(DMZ)에 목함 지뢰 사건을 일으켰다. 결국에야 남북관계가 더더욱더 악화되었고 변인선은 명령불복죄로 2015년 1월 14일을 기하여 총살형 집행(처형)됐다.

## 사후 여타 관련 논란

### 광주 관련 음모론 루머 논란
2015년 1월 14일 그의 사후 4년 지난 대한민국에서는 2019년 1월 22일 전후 시점을 기하여, "변인선 그의 사후 5.18 유공자 명단과 평면 사이언스 몽타주 포토 관련 논란"이 갑자기 대한민국에서 불거졌는데 지난 1980년 5월 18일을 기하여 첫 도화선을 이루었던 대한민국 영토 전남 광주 시내 1980년 5월 민중 대규모 항동 사건 시절 아직 생전의 북조선인민군 현역 소좌 시절이었던 故 변인선 씨가 대한민국 전라남도 광주에 있었던 영상이 사진으로도 아직 남아 있고 심지어 5.18 유공자 명단에 버젓이 故 변인선 氏 이름 석 자가 기재되어 있다면서 서정갑 前 총재와 지만원 前 교수와 장성민 前 정무비서관이 같은 2019년 1월 22일에 각자각자가 공통적으로 토로하면서 서정갑과 지만원과 장성민이 모두 5.18 관련 재단을 비롯한 단체에 충격을 안기게끔 한 적이 있다.